# Самойлович, Иван Самойлович
Ива́н Само́йлович Самойло́вич (укр. Іван Самійлович Самойлович; 1630-е, Ходорков — 1690, Тобольск) — гетман Войска Запорожского на Левобережной Украине с 1672 по 1687 годы, глава малороссийского казачества.
Преемник гетмана Демьяна Многогрешного.

## Биография
Иван Самойлович, сын православного священника из села Ходорков (ныне Житомирский район Житомирской области) Киевского воеводства Речи Посполитой. По-видимому, окончил Киево-Могилянский коллегиум. Владел польским, латинским, древне-греческим языками.
В конце 1650-х начале 1660-х годов вместе с родителями переселился в Красный Колядин Прилукского полка Левобережной Украины.
Получил превосходное по тому времени образование, был поставлен на место сотенного писаря.
В 1654—1667 годах участвовал в русско—польской войне.
В 1662 году будучи писарем, заслужил покровительство генерального писаря Войска Запорожского Степана Гречаного, после чего был поставлен сотником в Веприке (Веприцкая сотня, Гадяцкого полка), а затем переведён на сотничий уряд в Колядин.
В 1665 году при покровительстве, «от Брюховецкого», назначен был, сначала охочекомонным полковником.
В 1668—1669 годах наказной полковник Черниговский.
В 1668—1669 годах являлся одним из деятельных участников затеянного Брюховецким Левобережного восстания против царской власти. Руководил осадой Чернигова, длившейся семь месяцев, однако так и не увенчавшейся взятием города. После падения гетмана Ивана Брюховецкого и удаления Петра Дорошенко на правый берег Днепра, Самойлович «пристал» к Демьяну Многогрешному, присягнул на верность царю и получил от него прощение.
В 1669—1672 годах генеральный судья Запорожского войска.
В 1672 году поддержал заговор против гетмана Д. И. Многогрешного, обвинённого в измене русскому царю.

### Гетманство
17 июня 1672 года (25 мая у В. Л. Модзалевского) на Генеральной раде в местечке Казачья Дубрава близ г. Конотоп (совр. село Казацкое Конотопского р-на, Сумская обл.) избран гетманом Запорожского войска Левобережной Украины и оставался им фактически до 1687 года.
Опирался главным образом на старшину казацкую. Жаловал её представителям землю, запрещал жившим на ней крестьянам записываться в реестровые казаки и др.
Стремясь подчинить своей власти и Правобережье Украины, где гетманствовал Дорошенко и в то же время гетманом считался поставленный поляками Ханенко,
В 1673 году вопреки воле царя и решению Генеральной рады 1672 года возобновил формирование «охотницких» (наёмных) полков, выполнявших полицейские функции.
В начале 1674 года выступил против Дорошенко вместе с белгородским воеводой Григорием Ромодановским. В марте того же года состоялась избирательная рада в Переяславе, на которой Ханенко сложил с себя гетманское достоинство, а правобережные старшины, отпавшие от Дорошенко, провозгласили гетманом Самойловича.
В 1676 году Дорошенко, не находя опоры в народе, сдался и по требованию Самойловича поселился на левом берегу Днепра, в Соснице. Когда был получен царский указ прислать Дорошенко в Москву, Самойлович упорно (но тщетно) противился выдаче своего недавнего врага, указывая, что он со всеми старшинами гарантировал ему безопасность.
В 1677 году турецкий султан Мехмед IV, считая себя властителем Правобережья Украины, провозгласил гетманом Юрия Хмельницкого и отправил к Чигирину сильное турецко-татарское войско. Самойлович, соединившись с князем Григорием Ромодановским, принудил турок к отступлению.
В 1678 году Самойлович, согласно постановлению старшин, утвержденному московскими властями, оптимизировал сбор налогов в войсковой бюджет, восстановив систему откупов на производство и продажу спиртных напитков (дозволялось только казацкой старшине и мещанам) и распространил её на табак и дёготь. Стал чеканить в Путивле особую монету под названием «чехи». Мещане и поселяне должны были поставить каждый из семьи своей по воину: богатые — из трёх членов семьи одного, а убогие — с пяти одного.
Настаивал на переходе Киевской митрополии из юрисдикции Константинопольского патриархата в юрисдикцию Московского патриархата, одновременно отстаивал сохранение за Киевскими митрополитами особых прав и привилегий (контроль над духовными учебными заведениями, книгопечатанием и др.).

### Чигиринский поход
В июле-августе 1678 года соединённое казацко-московское войско выдержало нелёгкое сражение с турецко-татарским войском на высотах между Днепром и городом-крепостью Чигирин. Против князя Ромодановского воевало пять турецких пашей и сам крымский хан. Чигиринский гарнизон возглавлял воевода Ржевский, который был убит в ходе штурма города. Турки, сделали три подкопа, взорвали порох и оттеснили гарнизон в старую верхнюю часть города. Тем не менее, понеся тяжелые потери, казаки отразили две атаки турок. Ночью пришел к ним приказ от Ромодановского и Самойловича зажечь город и выходить к ним в обозы, что и было исполнено. На рассвете Ромодановский с гетманом отошли к Днепру. Противник также не стал удерживать разорённый Чигирин и покинул его. Неудачный поход Ромодановского вызвал в Малой Руси толки об измене.
«Можно ли этот город держать или надобно его разорить? Если держать, то какая от этого будет прибыль?» — спрашивал Фёдор III Алексеевич в письме.
Ромодановский ответил на уничтожение Чигирина отрицательно. Самойлович ответил так:
«Если Чигирин разорить или допустить неприятеля им овладеть, то разве прежде разоренья или отдачи сказать всем в Украйне народам, что уже они великому государю не нужны. У нас во всем козацком народе одно слово и дело: при ком Чигирин и Киев, при том и они все должны в вечном подданстве быть. Если Юраска Хмельницкий засядет в Чигирине со своими бунтовщиками, тогда все народы, которые из-за Днепра на эту сторону вышли, пойдут опять за Днепр к Юраску. А если засядут в Чигирине турки, то султан не будет посылать им запасов из своих городов, будут брать запасы с городов и сёл этой стороны, и дорога будет открытая туркам под Путивль и Севск, потому что Днепр и Заднепровье будут у них в руках».
Получив такой ответ, а также ознакомившись с письмом константинопольского патриарха, где тот тоже просил удержать Чигирин, царь Фёдор Алексеевич принял решение не разорять город.
«Государь согласился с мнением Смайловича, Ромодановского и цареградского патриарха, что необходимо удержать Чигирин, укрепить его и снабдить войском».
Отход московско-казацкого войска был продиктован потерями и постоянными атаками наседающего врага.
В начале 1679 года Юрий Хмельницкий с татарами перешёл на левый берег Днепра, но вскоре был оттуда вытеснен. После этого Самойлович, по воле московского правительства и по совету старшин, решил уничтожить населённые места на правом побережье Днепра и выселить на левую сторону весь остаток населения. В обезлюдении Правобережья Украины правительство Московского царства видело лучшее средство к уничтожению разных на неё притязаний и к обеспечению безопасности левой стороны. Выполнение этого плана (оставшееся в народной памяти под названием «великого сгона») поручено было сыну гетмана, Семёну Самойловичу. Гетман предложил водворить новопоселенцев (свыше 20 000 семей) в Слободской Украине, с тем чтобы все слободские полки находились под его управлением. В этом выразилось стремление малороссиян к объединению, так как заселение Слободской Украины подвигалось чрезвычайно быстро, и заселялась она не только правобережными жителями, но и левобережными, искавшими себе на новом месте больших льгот. Власти Московского царства не были, однако, расположены отдавать гетману слободские полки, состоявшие в ведении Белогородского приказа, и проект Самойловича был отклонён.
В 1679 году в Москве появились польские послы, которые стали предлагать заключение союза христианских государей против магометан. Смайлович старался отговорить московское правительство от такого союза, указывая на вероломство поляков и на то, что в случае успеха войны с турками православные христиане, свободно исповедующие свою веру под турецким господством, были бы отданы под власть папистов.
В начале 1685 года Самойлович отправил в Москву Кочубея с инструкцией, в которой подробно описывались коварные поступки поляков и излагались желания малороссиян — отнять у поляков русские исконные земли (Подолье, Волынь, Подляшье, Подгорье и всю Червоную Русь) и заступиться за православную веру, терпящую гонения и поругания в польских областях.
Усилия Самойловича были напрасны: всемогущий любимец царевны Софьи — князь Василий Голицын — окончательно склонился к мысли о вечном мире с Речью Посполитой и о союзе христиан против ислама. В этом смысле и заключён был в 1686 году договор с Польшей, причём вопрос о Правобережье Украины остался открытым; временно край этот отошёл к Польше, но с условием не заселять его.
Недовольство Самойловича этим договором выразилось в его письме к польскому королю Яну Собескому, в котором он от имени войска запорожского изъявлял готовность действовать в предпринимаемой войне, но при этом просил возвратить малороссиянам Правобережье Украины. Об этой выходке Самойловича польский король сообщил в Москву, откуда гетману послан был выговор за «противенство». Испуганный Самойлович немедленно послал просить прощения.
В 1687 году Василий Голицын предпринял свой первый крымский поход, в котором участвовал и Самойлович с 50-тысячным малороссийским войском. Поход этот кончился неудачей: татары зажгли степь, и Голицын, не добравшись до Крыма, вынужден был отступить.

### Опала
В Московском царстве начались разговоры об измене Самойловича, якобы поджегшего степь из дружбы к татарам. Голицын и московские воеводы рады были свалить на кого-либо вину за свою неудачу; кроме того, Голицын издавна недолюбливал Самойловича, дружившего с князем Григорием Ромодановским, к которому не был расположен Голицын. Малороссиян Самойлович восстановил против себя высокомерием, алчностью и самоуправством. Не только с народом, но и с знатными людьми «гетман-попович» держал себя как самодержавный деспот. Самойлович окружил себя людьми мелкими, которых сам возвысил; раболепствуя перед ним, они от его имени дозволяли себе всякие бесчинства. Во всей Гетманщине в управление Самойловича не было ни суда, ни расправы без взяток. Масса народа стонала под игом оранд и налога за помол. Поборы эти взимались с разрешения московского правительства и шли на содержание войска, но народ приписывал их алчности и произволу Самойловича.
В июле 1687 года генеральные старшины и несколько полковников, руководимые, по-видимому, Мазепой, подали князю Голицыну донос на Самойловича, обвиняя его в намерении образовать из Малороссии отдельное владение. Голицын отправил донос в Москву, откуда вскоре получил указ арестовать Самойловича, отрешить его, согласно желанию старшин, от гетманства и сослать его в один из великоросских городов. Голицын отправил Самойловича в Орёл, откуда гетмана с сыном Яковом повезли в Нижний Новгород.

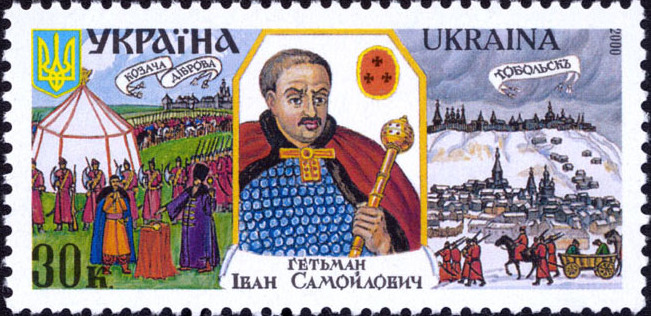
Почтовая марка Украины, 2000 год

В сентябре того же года состоялся царский указ: Самойловича отправить в Тобольск, а сына его Якова с женою — в Енисейск.
В 1690 году Иван Самойлович умер в Тобольске.
В 1695 году, 9 июля, умер и сын его Яков, переведённый в Тобольск. Старший сын Самойловича, стародубский полковник Семён, скончался ещё раньше (19.05.1685), а ещё один сын, Григорий, был обвинён в разных «непристойных» словах про государей и казнён 11 ноября 1687 года в Севске.

## Память
- 2000 год — выпущена почтовая марка Украины, посвященная Самойловичу.
- 2003 год — в селе Ходорков был установлен бюст И. С. Самойловичу (скульптор И. С. Заречный)[2].
- 2009 год — в Батурине установлен памятник гетману Ивану Самойловичу, размещённый в композиции батуринских гетманов «Гетманы. Молитва за Украину» (скульпторы Н.И. и Б. Н. Мазуры)[2].